# Miss Trans Nacional México 2019
Miss Trans Nacional México 2019 fue la 6° edición del certamen Miss Trans Nacional México y se llevó a cabo en la Carnicería Mty Club de la ciudad de Monterrey, Nuevo León el viernes 5 de abril de 2019. Veintinueve candidatas de toda la República Mexicana compitieron por el título nacional,  resultando ganadora Valentina Fluchaire de Colima obteniendo el derecho de representar al país en Miss International Queen 2020, mismo que ganó en Tailandia convirtiéndose en la segunda mexicana en lograr el triunfo. Fluchaire fue coronada por la saliente Miss Trans Nacional México Grecia Culpo, quien también colocó la banda.
El título de Miss Trans Star México 2019 fue ganado por Ivanna Díaz de Chihuahua quien representaría al país en Miss Trans Star International 2019 a celebrarse en España. Díaz fue coronada por la saliente Miss Trans Star México Marissa Zenteno, quien también colocó la banda.

## Resultados
| Posición                        | Candidata |

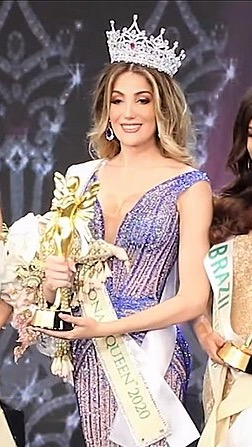
Valentina Fluchaire
ganadora del Miss International Queen.

| Miss Trans Nacional México 2019 | - Colima - Valentina Fluchaire |
| Miss Trans Star México 2019     | - Chihuahua - Ivanna Díaz |
| 1° Finalista                    | - Oaxaca - Allison Ferrety |
| 2° Finalista                    | - Ciudad de México - Naomi Mejía |
| Top 8                           | - Chiapas - Rachelly Lombori - Sonora - Jimena Ibarrola - Sonora Sur - Camila Llanes - Yucatán - Estefany Rosado                                                                                     |
| Top 14                          | - Ciudad de México Sur - Stephanie Batista - Guerrero - Alisson Sotelo - Hidalgo - Astrid Orvañanos - Nuevo León - Rusia Álvarez - San Luis Potosí - Vanessa Hernandez - Zacatecas - Andrea Martínez |

### Premiaciones Especiales
| Premio                            | Candidata                      |
| Miss Fotogenia                    | - Colima - Valentina Fluchaire |
| Miss Simpatía                     | - Michoacán - Odalys Manzo     |
| Miss Elegancia                    | - Sonora Sur - Camila Llanes   |
| Miss Redes Sociales               | - Chihuahua - Ivanna Díaz      |
| Mejor Silueta                     | - Oaxaca - Allison Ferrety     |
| Mejor Video                       | - Sonora - Jimena Ibarrola     |
| Mejor Traje Típico                | - Tamaulipas - Jeidy Alvarado  |
| Mejor Traje Regional Espectacular | - Zacatecas - Andrea Martínez  |

## Candidatas
| - Campeche - Sharon Dely - Chiapas - Rachelly Lombori - Chihuahua - Ivanna Díaz - Ciudad de México - Naomi Mejía - Ciudad de México Sur - Stephanie Batista - Coahuila - Alessandra Frayre - Colima - Valentina Fluchaire - Estado de México - Alice Morales - Guanajuato - Devanny Cardiel - Guerrero - Allison Sotelo - Hidalgo - Astrid Orvañanos - Jalisco - Fernanda Ortega - Michoacán - Odalys Manzo - Nayarit - Yumari Perez - Nuevo León - Rusia Álvarez | - Oaxaca - Allison Ferrety - Oaxaca Sur - Violeta Herrera - Puebla - Zuzana Corona - Querétaro - Jessica Robles - San Luis Potosí - Vanessa Hernández - Sinaloa - Sofía Millán - Sonora - Jimena Ibarrola - Sonora Sur - Camila Llanes - Tabasco - Jhanny García - Tamaulipas - Jeidy Alvarado - Tamaulipas Sur - Ximena Flores - Veracruz - Aby Cobix - Yucatán - Estefany Rosado - Zacatecas - Andrea Martínez |

### Candidatas Ausentes
A pesar de que se había confirmado su participación, no asistieron a la concentración nacional.
- Michoacán Sur - Karla Cisneros
- S.L.P. - Destiny Orta
- S.L.P. Sur - Lluvia Higuera[11]

## Caso bala perdida Miss Trans Star México 2019
Ivanna Díaz Miss Trans Star México 2019 fue herida por una bala pérdida durante un homicidio en la ciudad fronteriza de Ciudad Juárez el día 23 de noviembre. De acuerdo con su hermano César Díaz la reina de belleza tuvo que ser trasladada a un hospital de El Paso, Texas pues en Ciudad Juárez no recibió la atención médica que debía. De acuerdo con los informes del hermano de Ivanna Díaz, ella se encontraba esperando a sus papás después del trabajo en el puente Santa Fe, cuando de pronto llegaron unos presuntos delincuentes a asesinar a una persona. Una de las balas la hirió. Ya que por consejo médico, le recomendaron 6 semanas de absoluto reposo, la Organización Internacional no quiso poner en peligro la integridad de Ivanna, ya que considera un milagro de Dios que Ivanna este hoy con nosotros. Por lo tanto, la corona de Miss Trans Star México pasaría a quien la organización de Miss Trans Nacional México crea digna merecedora de continuar la gran labor que Ivana venía realizando a nivel nacional e internacional. He hicieron un anuncio público que MISS TRANS STAR INTERNATIONAL ya cuenta con la primera preseleccionada para la edición 2020, La srta. Ivanna Diaz, no provocando perjurio sobre la elección nacional del próximo año, por lo que MEXICO CONTARA CON 2 REPRESENTANTES EN LA IX EDICION DEL CERTAMEN INTERNACIONAL.

## Crossovers
Miss International Queen
- 2020:  Colima - Valentina Fluchaire (Ganadora)

Miss Trans Star Internacional
- 2022:  Chihuahua - Ivanna Díaz (1° Finalista)

Miss Mundo Gay México
- 2012:  Colima - Valentina Fluchaire (Ganadora)

Nuestra Belleza Gay Colima
- 2011:  Colima - Valentina Fluchaire (Ganadora)

Nuestra Belleza Gay Manzanillo
- 2011:  Colima - Valentina Fluchaire (Ganadora)